# لیپوویتسه (ناحیه پراخاتیتسه)
لیپوویتسه (به چکی: Lipovice) یک منطقهٔ مسکونی در جمهوری چک است که در ناحیه پراخاتیتسه واقع شده‌است. لیپوویتسه ۴٫۶۸ کیلومتر مربع مساحت و ۱۹۹ نفر جمعیت دارد و ۵۶۸ متر بالاتر از سطح دریا واقع شده‌است.